# Мартин, Линн Морли
Линн Морли Мартин (англ. Lynn Morley Martin; род. 26 декабря 1939, Эванстон, Иллинойс) — американский государственный деятель, член Палаты представителей США (1981—1991), министр труда США (1991—1993).

## Биография
Линн Мартин родилась 26 декабря 1939 года в Эванстоне, штат Иллинойс. В 1960 году она окончила Университет Иллинойса. После избрания на государственную должность члена правления округа Виннебаго с 1972 по 1976 год, она продолжала работать учителем до избрания в Палату представителей Иллинойса (1977—1979), Сенат Иллинойса (1979—1980), а затем и в Палату представителей США (1981—1991).

## Карьера
В 1981 году Линн Мартин была избрана в Палату представителей США.
В Палате представителей она была заместителем председателя Республиканской конференции. Во время работы в Конгрессе Линн Мартин работала в Комитете по вооружённым силам, Бюджетном комитете и Комитете по правилам. За свои усилия по сокращению расходов во время работы в Бюджетном комитете Палаты представителей Мартин получила прозвище «Топор». Мартин проголосовала за отмену вето президента Рейгана 1986 года на законопроект о санкциях против режима в Южной Африке и присоединилась к демократам, выступив в поддержку законодательства, ориентированного на выбор.
Линн Мартин была назначен министром труда в администрации Джорджа Буша-старшего, после отставки Элизабет Доул. Мартин была официально утверждена Сенатом на эту должность 22 января 1991 года. Во время своего пребывания на посту министра труда, Мартин продвигала программы, которые помогали подготовить высококвалифицированную рабочую силу. Она добивалась большего проявления женщин и меньшинств в корпоративном мире.
На съезде Республиканской партии в 1992 году Мартин была избрана для выступления с обращением к Джорджу Бушу-старшему с просьбой выдвинуть его кандидатуру на пост президента.